# پیمان خونین
پیمان خونین (به انگلیسی: Blood Sath) یک فیلم سینمایی استرالیایی محصول سال ۱۹۹۰ میلادی که در برخی از کشورها با نام زندانیان خورشید شناخته می‌شود.
این فیلم براساس یک محاکمه واقعی از زندگی سربازان ژاپنی برای جنایات جنگی علیه اسیران جنگی متفقین در جزیره آمبون، در هند شرقی هلند در سال ۱۹۴۲ میلادی ساخته شده‌است.

## بازیگران
- برایان براون درنقش کاپیتان کوپر
- جرج تاکی درنقش معاون دریاسالار بارون تاکاهاشی
- تری اوکوئین به عنوان سرگرد بکت
- جان باخ به عنوان سرگرد رابرتز
- سوکو فوجیتا به عنوان آقای ماتسوگا
- جان کلارک به عنوان شیدی
- دبورا کارا آنگر به عنوان خواهر لیتل
- جان پولسون به عنوان جیمی فنتون خصوصی
- راسل کرو درنقش سرهنگ کوربت
- نیکلاس اادی به عنوان Sgt. کینان
- جیسون داناوان به عنوان تالبوت خصوصی
- توشی شیویا به عنوان ستوان تاناکا
- ری برت درنقش رئیس‌جمهور نیمکت
- کوین پل هفته‌ها به عنوان کوک[۲][۳][۴]